# 张岚峰
參數所指定的目標頁面不存在，建議更正成存在頁面或直接建立下列一個頁面（建立前請先搜尋是否有合適的存在頁面可以取代）：
- 张岚峰 (革命烈士)

张岚峰（1902年9月13日—1952年）字腾霄，号子杰，乳名大任，河南省柘城县林张村人，中华民国军事将领，汉奸。

## 生平

### 投入西北军
1902年9月13日，张岚峰生于河南省柘城县林张村的一个富裕的家庭。其父张映宿是清朝秀才，依靠行医和田产生活。张岚峰的哥哥为张云峰，弟弟为张俊峰。张岚峰8岁入私塾，13岁入柘城县立高等小学，16岁考入淮阳的河南省立第四中学。但随后他退学回家。
1922年5月，张岚峰赴开封，入冯玉祥部中央陆军第十一师补充第三团当兵。同年8月，考入该师的学兵团。此后升为学兵团骑兵连排长、连长。
1925年初，冯玉祥调张岚峰为西北督办公署卫队旅骑兵连连长。不久，张岚峰被冯玉祥派赴日本留学，并作为代表负责冯玉祥部15名下级军官赴日本留学的全部事宜。1926年10月，张岚峰入日本陆军士官学校学习炮兵。
不久，张岚峰了解到时任中华留日基督教青年会总干事马伯援是冯玉祥的老朋友，便同马伯援接近。马伯援很喜欢张岚峰，多次在信中向冯玉祥提到张岚峰。1928年6月，张岚峰归国后，被冯玉祥任命为国民革命军第二集团军第十三炮兵团团长，次年调任总司令部炮兵第一团团长。
1929年6月，冯玉祥赴山西省同阎锡山联络共同反对蒋介石，被阎锡山软禁在五台县建安村。张岚峰遂自愿赴建安村当冯玉祥的卫兵。冯玉祥的妻子李德全将自己大姐之女、西北军将领张自忠的堂妹张志兰介绍给张岚峰。张岚峰忙派亲信回林张村逼妻子离婚，又积极追求张志兰。张志兰同张岚峰陷入热恋。不久，经冯玉祥夫妇的主持，张岚峰与张志兰结婚。28岁时，张岚峰出任西北军军官学校校长兼郑州警备司令部司令。张岚峰还同西北军高级将领宋哲元、张自忠、孙良诚、刘汝明、冯治安、孙连仲等人交好。

### 抗战之前
冯玉祥在中原大战中失败并下野。此后，张岚峰率部投蒋介石，获封第二十六路军第十四师副师长兼第二旅旅长。1930年，蒋介石调第二十六路军赴江西剿共，进军途中，蒋介石亲自召见张岚峰，并同其合影。但张岚峰路过江西宁都时，看到整个火车车厢中都是从前线溃败的军队后，深感同中国工农红军作战不是对手，当即称病辞职，赴北平闲居。张岚峰在北平内务部街39号购置了一幢房产，将张志兰接到北平。不久，赴山西汾阳找冯玉祥，重获冯玉祥信任。
1931年九一八事变爆发后，冯玉祥派张岚峰联络西北军旧部孙连仲（时任第二十六路军总指挥）、吉鸿昌（时任第二十二路军总指挥）、梁冠英（时任第二十五路军总指挥）、李鸣钟（时任豫鄂皖边区绥靖督办）等人，共商抗日反蒋。张岚峰认为除吉鸿昌拥护冯玉祥的抗日主张外，其他人均为观望派，故张岚峰分别找这些人叙旧，未提抗日反蒋之事。
1933年，冯玉祥、方振武、吉鸿昌通电宣布成立察哈尔民众抗日同盟军。张岚峰随即赴察哈尔省首府张家口，被任命为察哈尔民众抗日同盟军第十九军军长，冯玉祥还拨给张岚峰5,000元，请其出面游说孙连仲率部北上抗日。张岚峰以这笔资金在北平添购一处房产，后赴孙连仲处联络。孙连仲请张岚峰帮忙在山东招募新兵。张岚峰很快在济宁招募4,000多名新兵，孙连仲报请蒋介石任命张岚峰为第二十六路军少将参议兼干训所教育长，负责就地训练这些新兵。
1934年底，张岚峰携妻子再次赴日本，入早稻田大学学习政治经济。到日本后，张岚峰随即赴北海道旭川市会见原陆军士官学校炮兵队队长、时任日军第七师团参谋长松室孝良。松室孝良让张岚峰赴东京拜会专门负责中国事务的参谋本部的楠本实隆、陆军省的影佐祯昭。1936年秋，张岚峰自日本回到北平。已调任日本关东军驻北平特务机关长的松室孝良随即向冀察政务委员会委员长宋哲元推荐张岚峰，使张岚峰出任冀察政务委员会参议兼察哈尔省政府参谋，负责察哈尔省的对外交涉。

### 抗战期间
1937年日军占领华北后，张岚峰以赴陇海路沿线组织抗日游击队为名，回到家乡柘城县，很快获得柘城县各界信任，于1938年春被推举为柘城县财务委员会委员长兼民众抗日自卫军副司令。同年6月3日，日军占领柘城县，同时当地的十多股土匪也趁机活动。
张岚峰知道占领柘城县的日军第十师团指挥官矶谷廉介是自己当年在陆军士官学校时候的教官。张岚峰收容了大批从徐州抗日前线败退的国民革命军部队和地方武装。随后，他召集柘城县的大绅商及有武装的大地主开会，称既然无力抵抗日军，不如同日军联络。会后，张岚峰写了一封日文信，带20头肥牛同日军交涉。在同矶谷廉介密谈后，在日本人支持下，张岚峰迅速组织了“柘城维持会”。
7月中旬，矶谷廉介率部离开柘城县继续前进，临行前召张岚峰面谈，并写了一封推荐信，令张岚峰赴北平参与成立中华民国临时政府。张岚峰赶赴北平，受到日军华北方面军司令官寺内寿一、中国驻屯军司令官香月清司的接见。张岚峰获封“豫东招抚使”，赴河南商丘，于1938年11月下旬组建“豫东招抚使公署”，在陇海路沿线鹿邑、亳县、夏邑、商丘、宁陵、睢县以及其家乡柘城等地招募土匪及流民，共计18,000多人，被日军编为 “豫东剿共军”。不久，日军将张岚峰的“豫东剿共军”更名为“和平救国军第一军”，并拨给大量武器弹药与卡车。
1940年春，汪精卫的南京国民政府成立，张岚峰赴上海会见陈公博。陈公博很快安排张岚峰赴南京拜会汪精卫。汪精卫当即任命张岚峰为国民政府军事委员会委员，不久又任命张岚峰为“苏豫皖边区绥靖副司令兼和平救国第一军司令”。张岚峰将部队扩充至9万多人，成为河南省人数最多的伪军，并多次配合日军的进攻。
此外，张岚峰始终同重庆国民政府若即若离。对八路军、新四军，张岚峰加强封锁控制，但又严令部下执行“只要中共部队不到我们的地盘来，就要避免与他们发生冲突”的方针。张岚峰对路过商丘的隶属重庆方面的中国国民党官员、家属总是热情招待，并派卫兵护送。后来重庆方面派人赴北平、天津、上海等地活动时，多换上张岚峰部的伪军服装，出示张岚峰所签署的通行证，进入日本占领区。对于在自己部队中从事地下活动的中国共产党党员，张岚峰也不予追查。

### 抗战之后
1945年3月，张岚峰见日本即将失势，便谋划倒戈。当时国民党有意拉拢他。中共冀鲁豫军区代表李苏波来交涉收编张岚峰部伪军事宜时，张岚峰带李苏波视察其防地，并请李苏波对其所部官兵讲话，但未谈及接受八路军改编的具体事宜。蒋介石派要员赴商丘宣布任命张岚峰为新编第三路军司令，令其协助国军接受日本投降，维持地方治安，不让中国共产党接管张岚峰部驻防的城市。张岚峰最后决定投靠中国国民党方面，并将3个团的兵力分别拨给国军孙连仲部、刘汝明部、冯治安部指挥。同时，张岚峰贿赂国民党官员陈诚、白崇禧、汤恩伯、胡宗南、薛岳、戴笠等。
1946年2月16日，蒋介石在南京中央军校校长官邸会见张岚峰，共进午餐，并再度与张岚峰合影。張嵐峰回去之後，将见蒋介石的经过写成书面材料，交商丘的国军部队传阅，并将同蒋介石的合影放大后悬于会客室内。
1946年5月，蒋介石在新乡秘密召开了河南驻军团长以上军官会议，布置“清剿”豫东、豫北解放区的任务。张岚峰部被编为河南省保安队，由河南省主席刘茂恩兼任司令，张岚峰任副司令，负责对付豫东黄泛区的中共解放区。此后两个月内，张岚峰先后派出10个团同中共军队作战20多次，每次均惨败，其家乡被冀鲁豫军区的独立旅和第三十团攻陷。1946年中，张岚峰部被编为国防部暂编第四纵队。1946年8月，晋冀鲁豫野战军为了配合中原解放区和苏中解放区的作战，发动陇海战役，接连攻克砀山县、兰封县，并在民权县的柳河集全歼了第一八一旅和第二十九旅的一个团。张岚峰奉命驰援，遭到击败。
1946年12月30日，晋冀鲁豫野战军主力向鲁西南进军，迅速攻克巨野、嘉祥，并将驻山东金乡的国军方先觉部包围，蒋介石急调三路援军驰援，张岚峰奉命率3个团赴金乡。1947年1月12日，张岚峰部刚入成武县大杨集，便被晋冀鲁豫野战军第三、第六纵队包围，一天之内，张岚峰的3个团被全歼。张岚峰率数十名警卫逃走，途中在鲁西南曹县青堌集附近被解放军俘虏。
1949年春，张岚峰被押往北京功德林监狱。1952年春，张岚峰在狱中因脑血管破裂逝世。

## 家人
夫人张志兰：冯玉祥夫人李德全的外甥女。